# Trochosa melloi
Trochosa melloi là một loài nhện trong họ Lycosidae.
Loài này thuộc chi Trochosa. Trochosa melloi được Carl Friedrich Roewer miêu tả năm 1951.